# Haibatullah Akhundzada
Hibatullah Akhundzada (paixtu: هبت الله اخونزاده) (nascut en 1961) és l'emir (líder polític i militar) dels talibans, un moviment polític i fonamentalista islàmic que des d'agost de 2021 governa de facto Afganistan.

## Biografia
Akhundzada és un ulema, a qui es considera emissor de la majoria de les fàtuas dels talibans i que va ser el cap dels seus tribunals islàmics per a l'aplicació de la xaria. A diferència de molts líders talibans, es creu que Akhundzada ha romàs al país durant la Guerra de l'Afganistan. Es va convertir en dirigent del grup militant al maig de 2016 després de la mort de l'exlíder Akhtar Mansur en un atac per un dron. Els talibans també li van atorgar el títol d'amir al-muminín (‘príncep dels creients') que els seus dos predecessors ja havien portat.

### Primers anys
Akhundzada va néixer en 1961 en el districte de Panjwai de la província de Kandahar en el llavors Regne de l'Afganistan. És de l'ètnia paixtu i pertany al clan o a la tribu noorzai. El seu primer nom, Hibatullah, el qual és majorment utilitzat com a nom de dona, que significa "regal d'Al·là" en àrab.

### Paper en el mandat talibà a Afganistan (1996–2001)
Quan els talibans afganesos van capturar la capital Kabul en 1996 i van establir el seu emirat, Mawlawi Ajundzada va ser nomenat Cap de Justícia de Xaria de l'Emirat islàmic de l'Afganistan. Més que un cabdill o comandant militar, té una reputació com a líder religiós que estava a càrrec d'emetre la majoria de les fàtuas talibans i resolent assumptes religiosos entre els membres del grup. A diferència dels seus predecessors, que van ser educats al Pakistan i que també es creu que es traslladaven permanentment cap a l'est a través de la línia Durand després de la invasió dels Estats Units en 2001 i durant la posterior Guerra de l'Afganistan, es creu que Akhundzada ha estat vivint a Afganistan durant el període 2001–2016 sense que existeixin registres de viatge, encara que té estrets vincles amb els Talibans Shura, establerts a Quetta.

### Nou líder talibà
Akhundzada va ser nomenat comandant suprem talibà el 25 de maig de 2016 en substitució del mul·là Akhtar Mansur. Mansur i un segon militant van ser assassinats quan uns projectils disparats des d'un dron van impactar el vehicle en el qual viatjaven. L'atac va ser aprovat pel president dels Estats Units Barack Obama. Akhundzada era anteriorment diputat per Mansur. Segons fonts dels talibans, Mansur ja havia nomenat Ajundzada com el seu successor en la seva voluntat.
Un portaveu talibà va dir que Sirajuddin Haqqani va ser nomenat primer diputat, i el mul·là Mohammad Yaqoob, fill de l'exlíder talibà Mohammad Omar, va ser nomenat segon diputat. Akhundzada dirigeix diverses madrasses o escoles religioses, en el sud-oest de Balutxistan, al Pakistan.
Els analistes creuen que va haver diferències entre els rangs talibans en aquells qui desitjaven ser-ne el nou líder. Els noms suggerits eren el mul·là Yaqoob i Sirajuddin Haqqani, essent aquest últim el membre més prominent amb la Xarxa Haqqani. Akhundzada, no obstant això, ha mantingut una identitat neutra entre el rang i les files del grup. Per evitar conflictes, van escollir Akhundzada com a cap, i el talibà va acordar que Yaqoob i Sirajuddin Haqqani treballessin com els seus diputats.
El juliol de 2016 Akhundzada, va dir que un acord de pau era possible si el govern del president Ashraf Ghani renunciava als seus aliats estrangers.

### Líder suprem de l'Afganistan (des de 2021)
El maig de 2021, Akhundzada va demanar que el poble afganès s'unís per al desenvolupament d'un estat islàmic una vegada que les forces dels Estats Units es retiressin. L'agost de 2021, les forces sota el seu comandament nominal van iniciar una ofensiva general per aconseguir una victòria final a la guerra. Les tropes dels Estats Units es van retirar i els talibans van aconseguir el control de Kabul. El 15 d'agost, després de la presa de la capital, els talibans van ocupar el Palau Presidencial afganès després que el president en funcions, Ashraf Ghani, fugís del país.